# 増田芳雄
増田 芳雄（ますだ よしお、1928年1月1日 -2017年3月22日）は、日本の植物学者。理学博士（京都大学・1961年）。大阪市立大学名誉教授。スイス・ローザンヌ大学名誉博士。

## 略歴
関東州大連市生まれ。敗戦で引き揚げ、松山高等学校卒。1953年、京都大学理学部植物学科卒業。1961年、「オーキシン作用機作の細胞生理学的研究」で京都大学より理学博士の学位を取得。1965年、大阪市立大学理学部助教授、のち1971年に教授。1991年、定年退官、名誉教授、帝塚山学園人間科学研究所所長、帝塚山短期大学教授。1997年、退任。スイス・ローザンヌ大学名誉博士、国際植物成長物質学会会長。退任後は、ウィーン音楽に関する論文をいくつか執筆している。

## 著書
- 『植物生理学』培風館、1977
- 『植物の細胞壁』東京大学出版会 1986
- 『植物の生理』岩波書店 1986
- 『忘れられた植物学者 長松篤棐の華麗な転身』1987 中公新書
- 『モヤシはどこまで育つのか 新植物学入門』1990 中公新書
- 『植物学史 19世紀における植物生理学の確立期を中心に』培風館、1992
- 『植物ホルモンと私 戦後研究の国際的発展の中で』学会出版センター、2000
- 『大野直枝の人と業績 悲運の植物学者』学会出版センター、2002
- 『植物生理学講義 古典から現代』培風館、2002
- 『アジア民族の夢満州 日露戦争後の旅順と奉天』学会出版センター、2005
- 『人種差別の歴史的考察 満洲育ちのブルドー人間から見て』近代文芸社新書、2006
- 『大陸からの音ークラシック音楽の中継地・満洲』近代文藝社新書、2014

### 共編著
- 『生命現象の調節 植物ホルモンを中心に』柳島直彦共著 紀伊国屋新書 1967
- 『植物ホルモン』勝見允行,今関英雅共著 朝倉書店 1971
- 『植物のはたらき』辻英夫共著 日本放送出版協会、1974
- 『植物生化学』鈴木米三共著 理工学社 1978
- 『生物英語ハンドブック 研究者・学生のための実例と要点』野口ジュディー共著 培風館、1980
- 『絵とき植物生理学入門』編著 オーム社、1988
- 『植物の生理』編著 放送大学、1990
- 『植物ホルモン研究法』編 学会出版センター 生物化学実験法 1991
- 『絵とき植物ホルモン入門』編著 オーム社、1992
- 『植物生理学』編著 放送大学 1992
- 『植物ホルモンハンドブック』高橋信孝共編 培風館、1994
- 『植物生理学』菊山宗弘共編著 放送大学、1996
- 『ベルリン「水曜会」 ヒトラー暗殺未遂事件に関与した将軍と教授』中沢護人,田澤仁共著 2002 近代文芸社新書

### 翻訳
- A.W.Galston, P.J.Davies 『植物の生長制御』神阪盛一郎共訳 丸善 発生生物学シリーズ 1972
- J.トランス他『図解生物学』桜井直樹共訳 培風館、1981
- J.Stenesh 『生理・生化学用語辞典』共訳 化学同人、1982

## 音楽論文
- 増田芳雄「ウイーンのオペレッタ-1.ヨハン・シュトラウスの"こうもり"(Die Fledermaus)について」『人間環境科学』第7号、1998年、75-129頁、NAID 120005571700。
- 増田芳雄「ウイーンのオペレッタ 2 ヨハン・シュトラウスのオペレッタ:「ヴェネチアの一夜」,「ジプシー男爵」,および「ウイーン気質」について」『人間環境科学』第8巻、帝塚山大学、1999年、39-102頁。
- 増田芳雄「ウイーンのオペレッタ 3 金の時代」『人間環境科学』第9巻、帝塚山大学、2000年、25-73頁、ISSN 09193790、NAID 110000481598。
- 増田芳雄「「薔薇の騎士」とリヒャルト・シュトラウス-バイエルン人によるウィーン20世紀初めのオペラ-」『人間環境科学』第10号、帝塚山大学、2001年、19-67頁、NAID 120005571722。
- 増田芳雄「ウィーンのオペレッタ 4 「銀の時代」-1.フランツ・レハール」『人間環境科学』第6号、帝塚山大学、1997年、24頁、NAID 120005571723。
- 増田芳雄「ロシアのヨハン・シュトラウス」『人間環境科学』第12巻、帝塚山大学、2003年、93-134頁、ISSN 09193790、NAID 110000985829。
- 増田芳雄「ヨーゼフ・シュトラウス--ワルツのシューベルト」『人間環境科学』第12巻、帝塚山大学、2003年、135-169頁、ISSN 09193790、NAID 110000985830。